# 아시아 국제 청소년영화제
아시아 국제 청소년영화제(Asia International Youth Film Festival, AIYFF)는 2004년 처음 개최된 영화제이다.
이 영화제의 처음 명칭은 2004년 1회부터 2006년 3회까지 '대한민국국제청소년영화제'였으며 대한민국에서만 개최되었다. 그러나 이후 2007년 제4회부터 현재의 영화제 '아시아국제청소년영화제'로 이름을 변경하고 한국과 중국, 일본을 돌아가며 개최하고 있다.

## 파트너
파트너로는 문화체육관광부, 영화진흥위원회, 수림문화재단, 한국예술종합학교, 일신문화재단, 예당미디어, etn연예TV, 중화문화추진회, 베이징전영학원, 일본영화대학, UFPFF, 한국콘텐츠진흥원 등이 있다.